# Laajasalo
Aussi appelée Degerö en suédois, Laajasalo est une île du golfe de Finlande située dans l'archipel d'Helsinki et constituant avec des îles voisines le quartier d'Helsinki nommé aussi Laajasalo. 

## Population
Sa population de 16 000 habitants fait d'elle la troisième île la plus peuplée de ce pays nordique derrière Fasta Åland et Lauttasaari mais devant Soisalo et Kotkansaari.

## Galerie

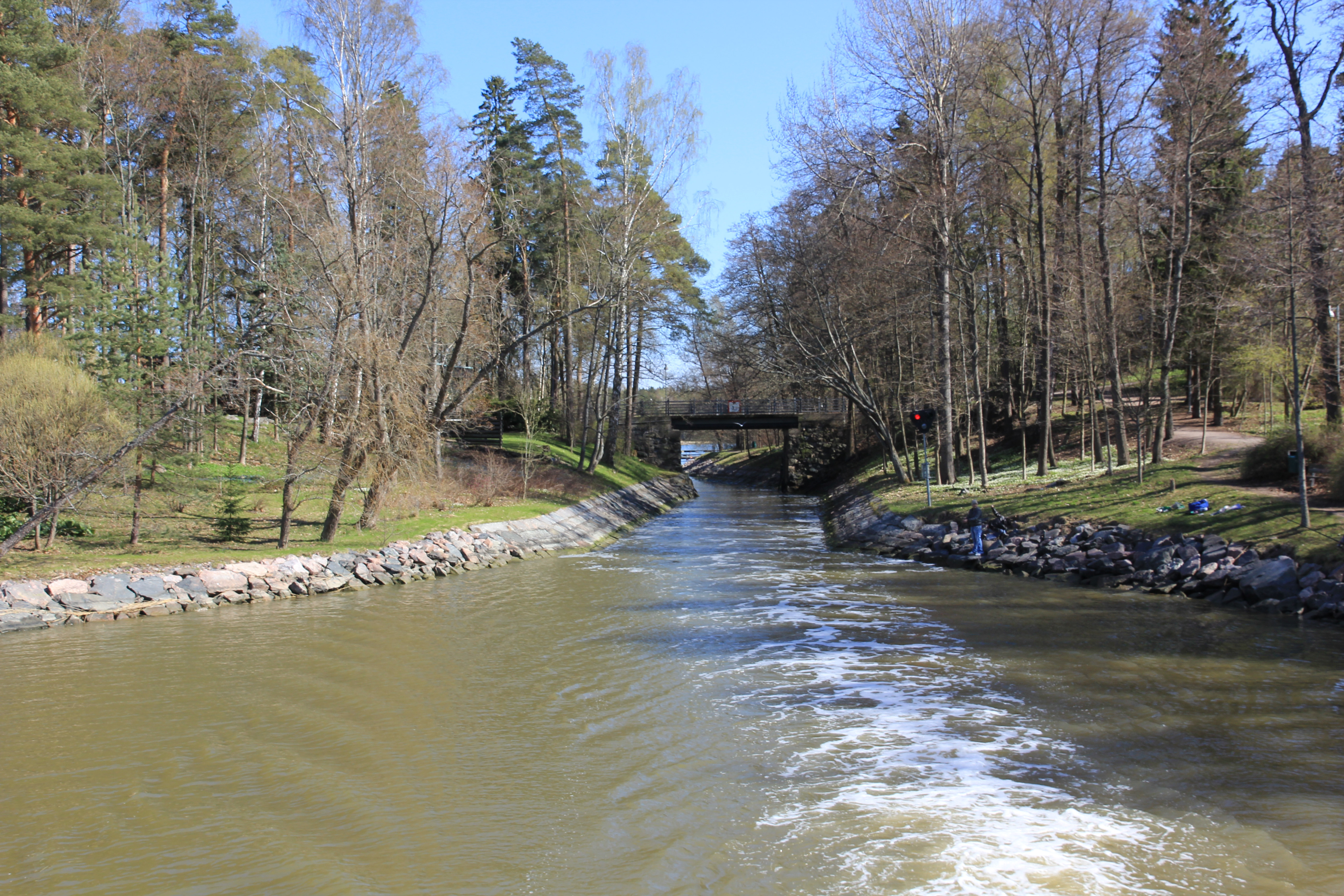
Le Canal de Laajasalo.
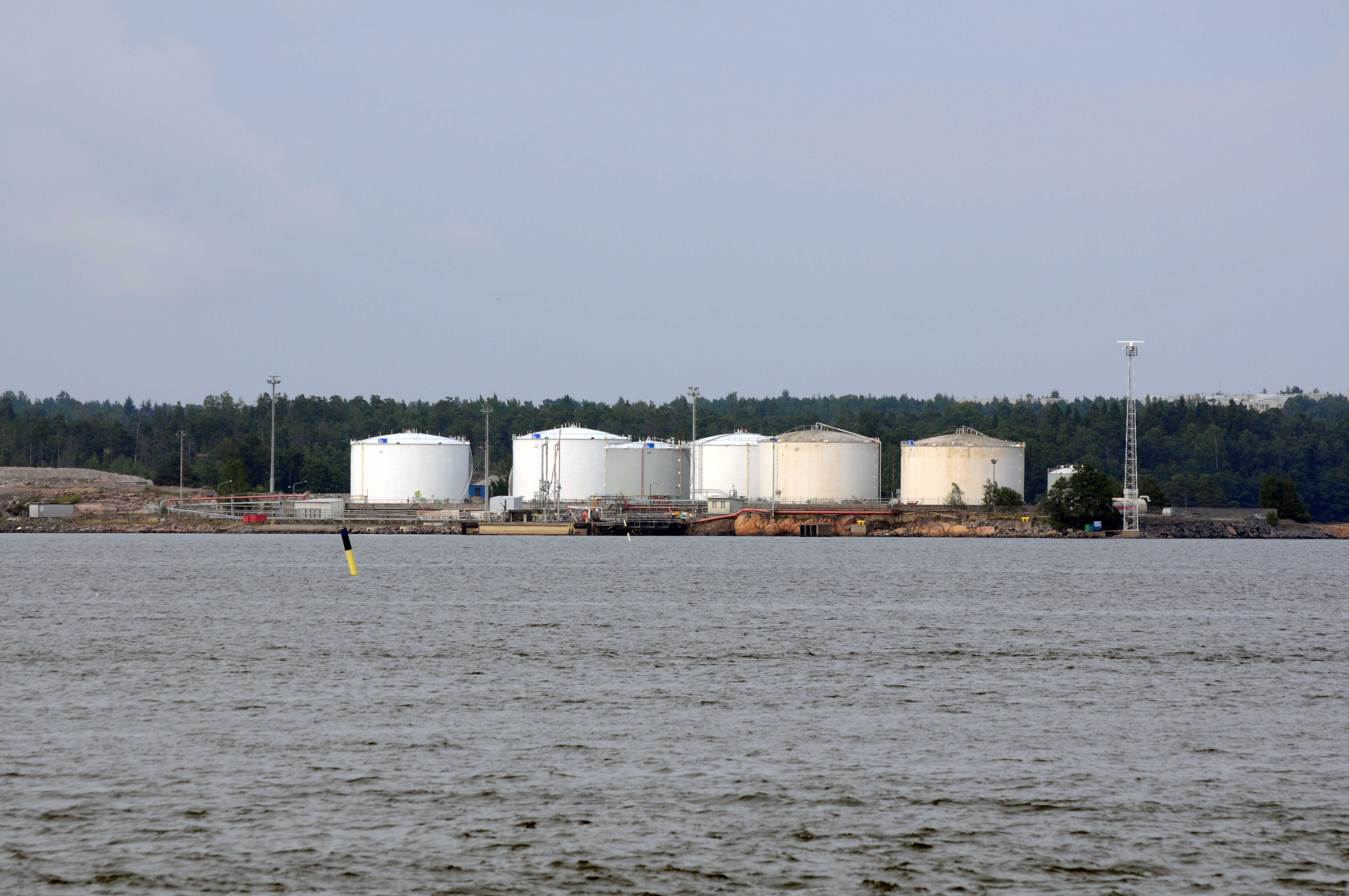
Port pétrolier de Laajasalo.
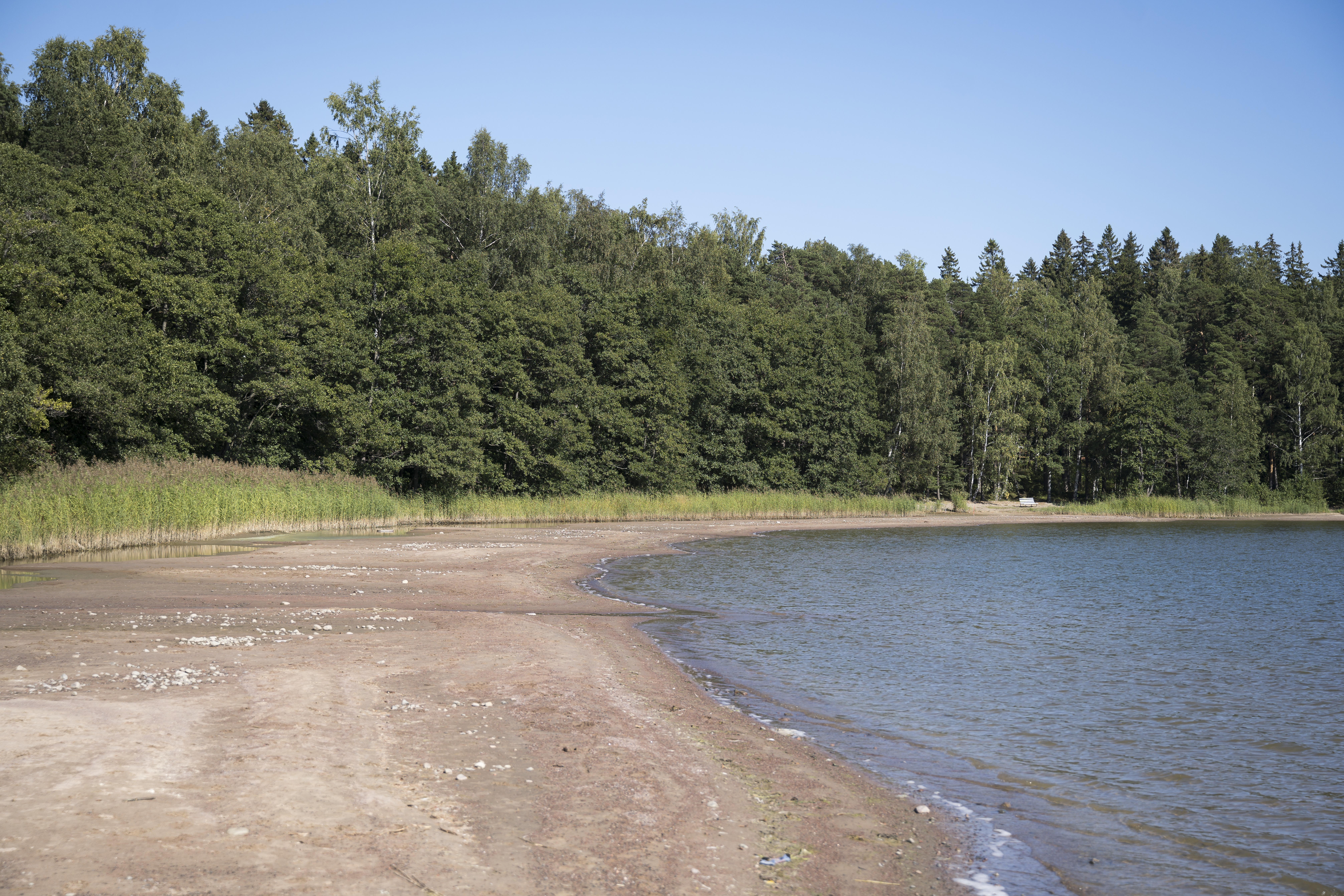
Stansvikinranta à  Kruunuvuorenranta.
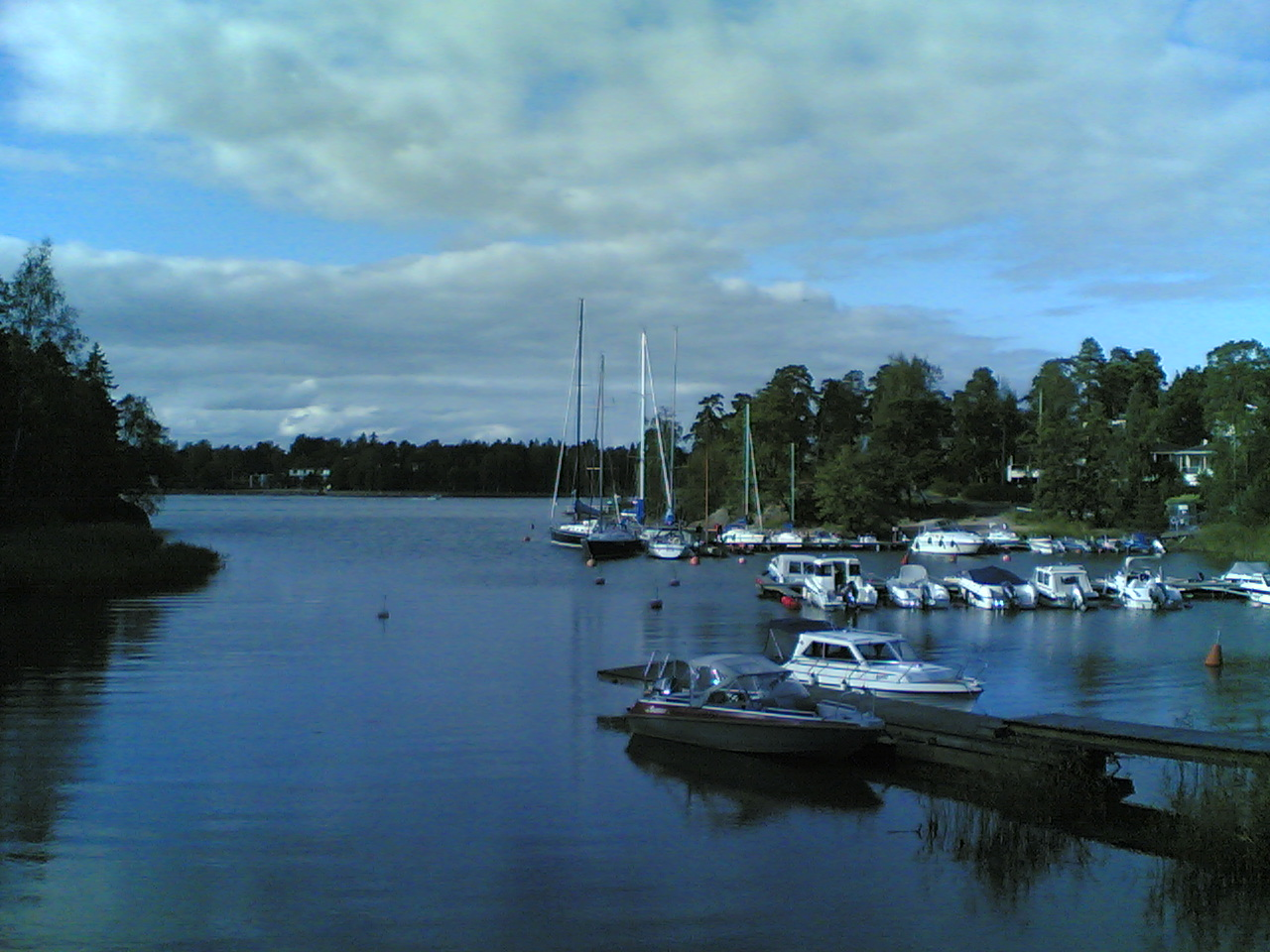
Kaitalahti.